# Оверейсе
Оверейсе (нід. Overijse) — комуна у Бельгії у провінції Фламандський Брабант. Розташована на південь від столиці країни міста Брюссель, на мовному кордоні між Фландрією і Валлонією. До складу комуни входять місто Оверейсе і кілька менших за розмірами населених пунктів — Малейзен, Ейзер, Терланен, Томбек і Езус-Ейк. Населення комуни становить 25169 осіб (2018), площа 44,43 км².

## Географія
На півночі комуни розташований Суанський ліс, невеличка частина якого входить до складу комуни. Там розташовані пішохідні і велосипедні доріжки.

## Населення
Населення комуни становить 25169 осіб. Офіційна мова — нідерландська.
- Джерело: NIS, Opm: з 1806 по 1981 роки — переписи населення; 1990 і пізніше — населення на 1 січня

## Уродженці
- Йоган Бакайоко (*2003) — бельгійський футболіст, нападник.

- Юст Ліпсій (1547—1606) — південно-нідерландський гуманіст, філолог.